# ウィリアム・パウエル
ウィリアム・ホレーショ・パウエル（William Horatio Powell, 1892年7月29日 - 1984年3月5日）は、アメリカ合衆国で活躍した俳優である。

## 略歴
ペンシルベニア州ピッツバーグで生まれ、1907年家族とともにミズーリ州カンザスシティに移り住んだ。ハイスクール卒業後、1910年18歳でアメリカン・アカデミー・オブ・ドラマティック・アーツに入学、1912年卒業している。
舞台出演を経験した後、1922年30歳を目前にして脇役として映画初出演を果たす。トーキー時代を迎えた1929年、『カナリヤ殺人事件』のファイロ・ヴァンス役で初主演を経験した。
1934年にメトロ・ゴールドウィン・メイヤー（MGM）の専属となってからは、『男の世界』『影なき男』をはじめとする女優マーナ・ロイとの共演によって人気を高め、全盛期を迎える。
1955年、『ミスタア・ロバーツ』への出演以降は事実上引退状態となり、1984年3月5日に、癌によりカリフォルニア州パームスプリングスの病院で亡くなった。

## 主な出演作品
- シャーロック・ホームズ Sherlock Holmes （1922年）
- 武士道華やかなりし頃 When Knighthood Was in Flower （1922年）
- ブライト・ショール The Bright Shawl （1923年）
- ロモラ Romola （1924年）
- 美わしの都 The Beautiful City （1924年）
- モダンガールと山男 The Runaway （1926年）
- 南海のアロマ Aloma of the South Seas （1926年）
- ボー・ジェスト Beau Geste （1926年）
- 或る男の一生 The Great Gatsby （1926年）
- 男装女剣客 Señorita （1927年）
- 飛脚カンター Special Delivery （1927年）
- 決闘商売 Time to Love （1927年）
- 女シーク She's a Sheik （1927年）
- ネバダ男 Nevada （1927年）
- 最後の命令 The Last Command （1928年）
- ボー・サブルウ Beau Sabreur （1928年）
- 非常線 The Dragnet （1928年）
- 忘れられた顔 Forgotten Faces （1928年）
- 都会の幻想 Interference （1928年）
- カナリヤ殺人事件 The Canary Murder Case （1929年）
- 四枚の羽根 The Four Feathers （1929年）
- グリーン家の惨劇 The Greene Murder Case （1929年）
- 恋の素顔 Behind the Make-Up （1930年）
- 命を賭ける男 Street of Chance （1930年）
- ベンスン殺人事件 The Benson Murder Case （1930年）
- パラマウント・オン・パレイド Paramount on Parade （1930年）
- 唇の罪  For the Defense （1930年）
- 街の紳士  Man of the World （1931年）
- シンガポール航路  The Road to Singapore （1931年）
- 宝石泥棒 Jewel Robbery （1932年）
- 限りなき旅 One Way Passage （1932年）
- 男の純情 Lawyer Man （1932年）
- ケンネル殺人事件 The Kennel Murder Case （1933年）
- 流行の王様 Fashions of 1934 （1934年）
- 男の世界 Manhattan Melodrama （1934年）
- 影なき男 The Thin Man （1934年） アカデミー主演男優賞ノミネート
- 悪夢 Evelyn Prentice （1934年）
- 深夜の星 Star of Midnight （1935年）
- 無軌道行進曲 Reckless （1935年）
- 逢瀬いま一度 Escapade （1935年）
- 米国の機密室 Rendezvous （1935年）
- 巨星ジーグフェルド The Great Ziegfeld （1936年）
- 一対二 The Ex-Mrs. Bradford （1936年）
- 襤褸と宝石 My Man Godfrey （1936年） アカデミー主演男優賞ノミネート
- 結婚クーデター Libeled Lady （1936年）
- 夕陽特急 After the Thin Man （1936年）
- 真珠と未亡人 The Last of Mrs. Cheyney （1937年）
- 結婚十字路 Double Wedding （1937年）
- 第三の影 Another Thin Man （1939年）
- 影なき男の影 Shadow of the Thin Man （1941年）
- ジーグフェルド・フォリーズ Ziegfeld Follies （1945年）
- 風車の秘密 The Thin Man Goes Home （1945年）
- ライフ・ウィズ・ファーザー Life with Father （1947年） アカデミー主演男優賞ノミネート
- 影なき男の唄 Song of the Thin Man （1947年）
- 彼と人魚 Mr. Peabody and the Mermaid （1948年）
- 百万長者と結婚する方法 How to Marry a Millionaire （1953年）
- ミスタア・ロバーツ Mister Roberts （1955年）